# Lars Danielsson
Lars Gunnar Danielsson, född 9 mars 1953 i Halmstad, är en svensk diplomat och ämbetsman. Han var Sveriges EU-ambassadör mellan åren 2016 och 2023. Han har tidigare bland annat varit ambassadör i Sydkorea och i Tyskland samt statssekreterare åt statsminister Göran Persson. Sedan september 2023 är han rådgivare på kommunikationsbyrån Lumo Advice.

## Biografi
Efter socionomexamen i Göteborg 1976 var Danielsson planeringssekreterare i Laholms kommun 1976–1980. Efter en tid som departementssekreterare i Utrikesdepartementet började han sin karriär som svensk diplomat 1981 med placeringar i USA, Kina och vid FN:s Europakontor i Genève samt även vid OECD i Paris. Danielsson tjänstgjorde vid Sveriges FN-representation i New York, efter att statsminister Ingvar Carlsson rekryterat honom som utrikespolitisk rådgivare 1994.
Som ambassadör och från 1999 statssekreterare i Statsrådsberedningen var Danielsson en av statsminister Göran Perssons närmaste medarbetare. Han administrerade Sveriges EU-politik och andra utrikesfrågor.

### Tsunamikatastrofen
Danielsson hade som statssekreterare en central roll i Statsrådsberedningens handlande i samband med tsunamikatastrofen den 26 december 2004. Agerandet har fått hård kritik från bland andra den av regeringen tillsatta Katastrofkommissionen, som utredde den svenska regeringens agerande vid katastrofen, liksom av Konstitutionsutskottet. Danielsson utfrågades av Katastrofkommissionen i mars 2005 och av Konstitutionsutskottet i februari 2006. 
Det har ifrågasatts om de uppgifter Danielsson gett till Katastrofkommissionen varit riktiga. Särskild uppmärksamhet har riktats mot Danielssons påstående att han talat i telefon tre gånger med kabinettssekreterare Hans Dahlgren samma dag som katastrofen hade ägt rum, vilket förnekas av den senare. Dahlgrens version stöds även av telefonlistor. Under utfrågningen i Konstitutionsutskottet den 9 februari 2006 sade dock Danielsson att han inte längre var säker på uppgifterna. De motstridiga uppgifterna har lett till att ärendet även granskats av Justitieombudsmannen. Då tsunamibanden upptäcktes återupptog Katastrofkommissionen sitt arbete och slutsatserna var mycket kritiska mot Statsrådsberedningen och Danielssons agerande. Banden innehöll datatrafik i Regeringskansliet under tiden för katastrofen och har blivit sekretessbelagda.
Danielsson beslutade 19 maj 2006 att ta time-out från sitt uppdrag. Justitieombudsmannens utlåtande 28 augusti 2006 innehöll allvarlig kritik mot Danielsson. Den 30 augusti 2006 tillkännagavs att Danielsson avgår. Den 11 november 2006 meddelade utrikesminister Carl Bildt att Utrikesdepartementet handlägger frågan om Danielsson skall ha kvar sin tjänst på departementet eller skiljas från den.
I september 2007 publicerade Danielsson boken I skuggan av makten. Boken handlar delvis om kontroverserna kring själva katastrofen, men även mycket om vad Danielsson med familj fick utstå under efterspelet i medierna och politiken.

### Diplomat
Danielsson tillträdde i oktober 2008 tjänsten som generalkonsul för Hongkong och Macau. Den 18 september 2011 utnämndes Danielsson till ambassadör i Seoul. År 2015 efterträdde han Staffan Carlsson som ambassadör i Tyskland på Sveriges ambassad i Berlin. Den 15 september 2016 utsågs Danielsson till chef för Sveriges ständiga representation vid Europeiska unionen i Bryssel med tillträde den 7 november samma år.